# Wang Chiu-chiang
En aquest nom xinès, el cognom és Wang.
Wang Chiu-chiang (xinès tradicional i simplificat: 王久江, pinyin: Wáng Jiǔjiāng; romanització sichuanesa: Uang Chiu-chiang; Mianyang, Sichuan, 1957), també conegut com 王九江 (Wang Jiujiang), és un pintor sichuanès l'obra del qual es basa principalment en els paisatges de Sichuan i Tibet, mitjançant la reinterpretació de l'estil tradicional del shan-shui. Està classificat com un membre d'artistes nacionals de primera classe.

## Trajectòria

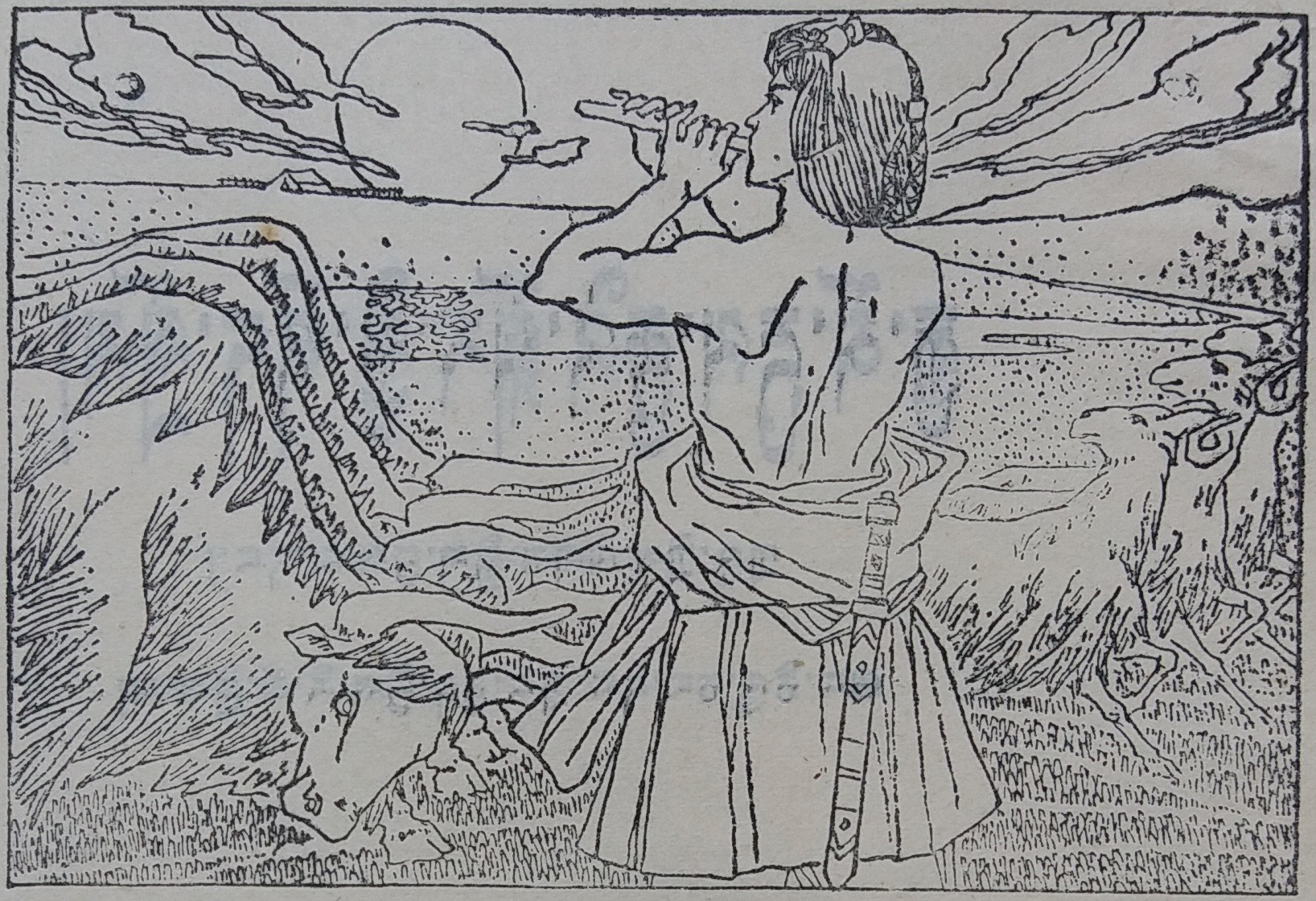
Una il·lustració per a El cigne, un àlbum il·lustrat en tibetà publicat el 1982.

Wang va viure al Tibet als anys vuitanta, on va treballar com a director artístic al districte militar del Tibet. El 1982, va crear les il·lustracions de dos àlbums il·lustrats que expliquen els folklores tibetans, La història d'Akhu Tönpa i El cigne. Aquest últim va obtenir un segon premi a l'Exposició de Belles Arts de la Regió Autònoma del Tibet. El 1986, amb L'eternitat, una pintura tallada sobre fusta, va ser premiat rebre el Premi a l'Excel·lència Creativa a la cinquena Exposició de Belles Arts del Tibet; i alguns dels seus esbossos van ser publicats al diari tibetà Lhasa Evening, el mateix any.
La seva obra L'enterrament celestial va guanyar el Premi d'Honor al Concurs Nacional de Pintura de Gènere el 1988; i Melodia de tardor a les muntanyes d'Aba va obtenir un tercer premi al Gran Concurs de Pintures Xineses celebrat a Shenzhen, el 1989. La seva obra Tardor profunda, per la qual va rebre un premi d'excel·lència el 1993, ha estat acceptada i accedida a la col·lecció de l'Acadèmia de Poesia, Cal·ligrafia i Pintura de Sichuan. L'any 2002, L'altiplà daurat, una pintura d'estil shan-shui, es va exposar a l'Exposició Nacional de Pintures Xineses.
El 2003, va ser guardonat per l'obra Cant de sutra (en anglès Praying, 220 × 126 cm)—una pintura a l'estil «neo-shanshui»—amb el Premi a l'Excel·lència de l'Associació d'Artistes de la Xina, mentre es mostrava a l'Exposició Nacional de Pintures Xineses a l'escenari de la Xina Occidental. També participa cada any a l'Ink and Wash Fucheng Invitational Art Exhibition, una exposició anual celebrada al districte de Fucheng, Mianyang.
A més de les pintures de shan-shui, també va crear gouaches, pintures a l'oli i algunes obres expressionistes abstractes durant els seus anys com un jove adult. I també és un col·leccionista d'antiguitats.

## Crítica
Zhang Shiying, pintor professional de Canton, en parlar de les obres de Wang, afirma: «Una sensació de frescor, per la vista àmplia i esperit lliure; una sensació de brillantor, per l'absència de desolació i malenconia».

## Galeria

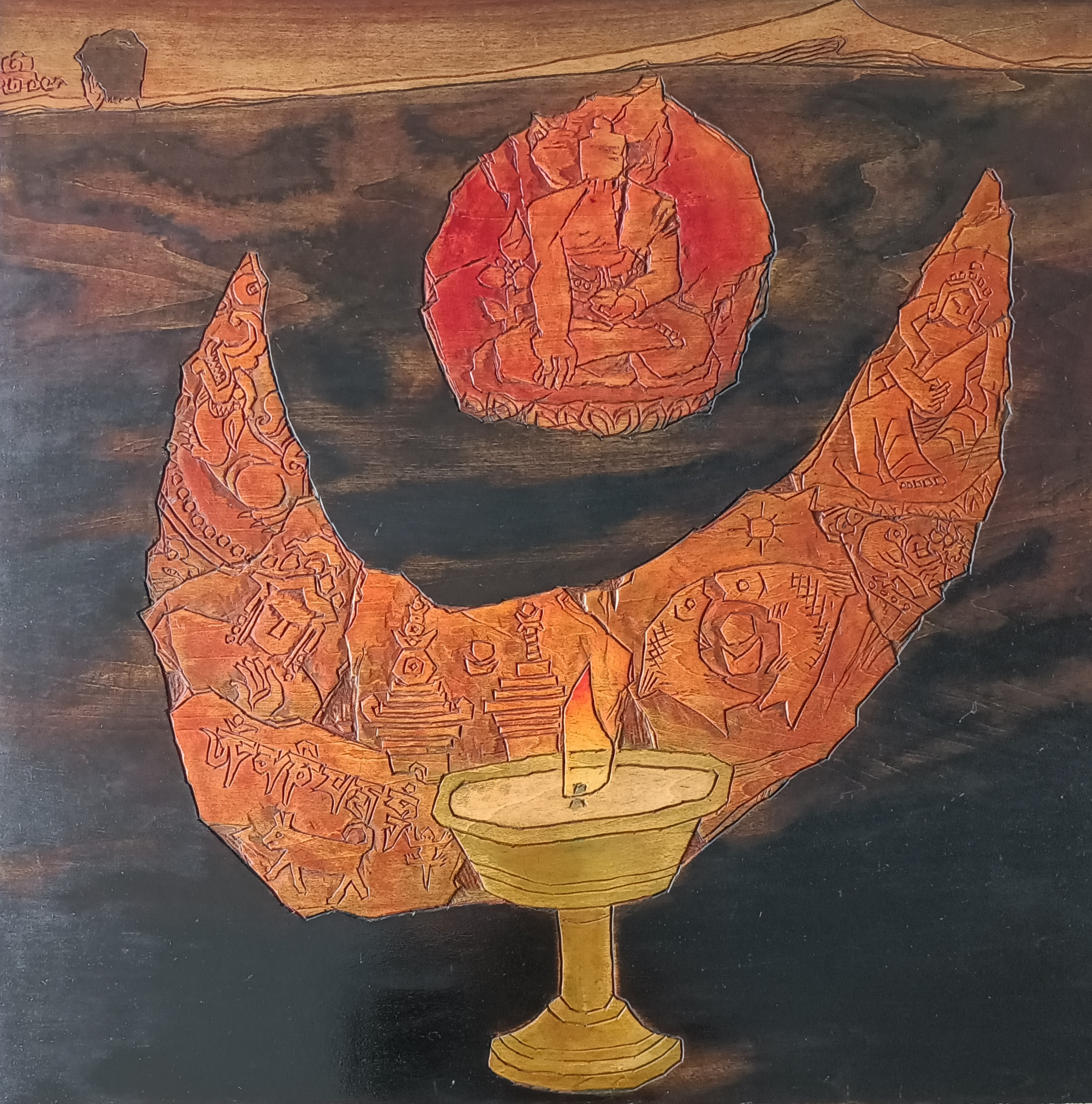
L'eternitat
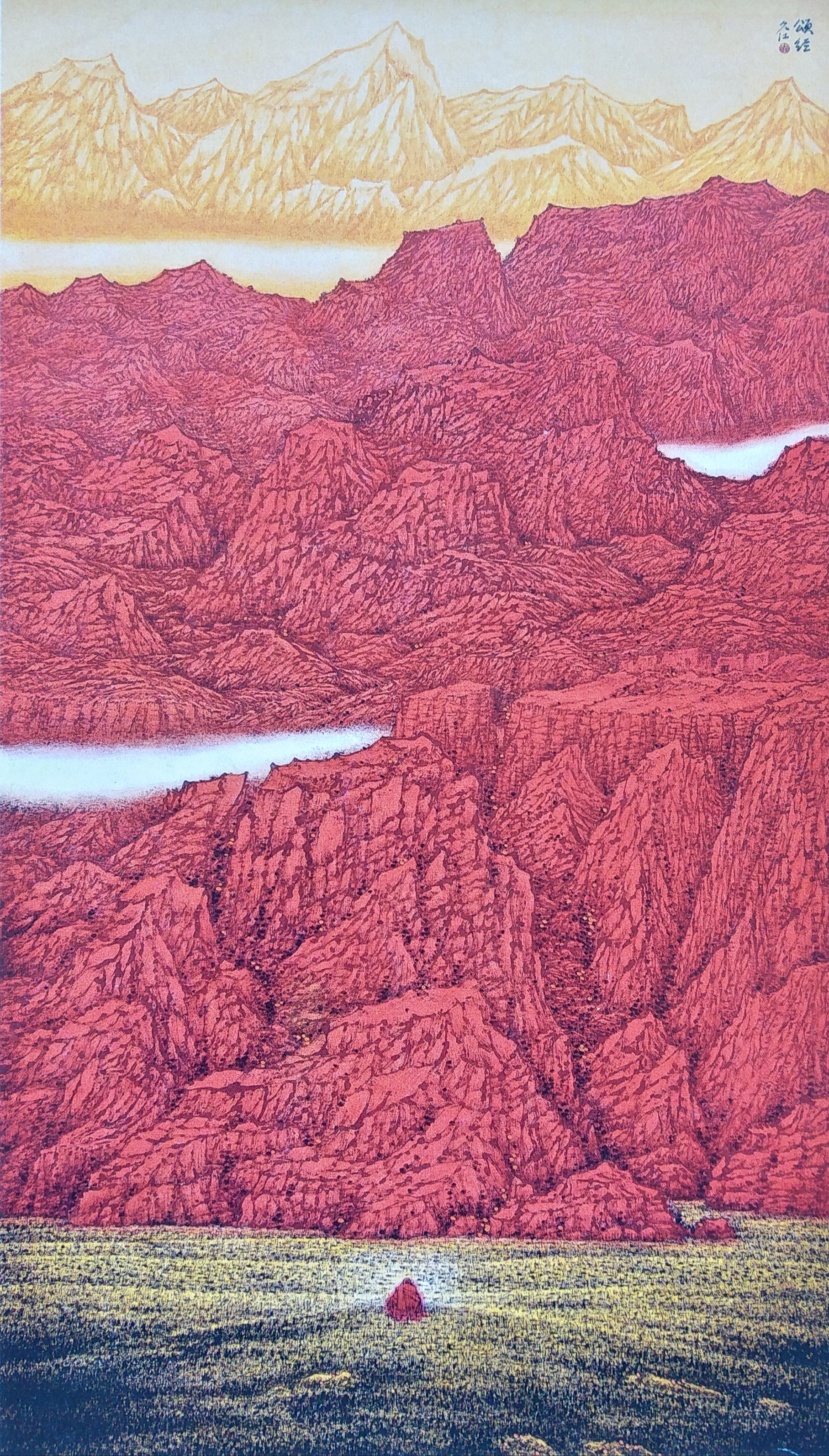
Cant de sutra
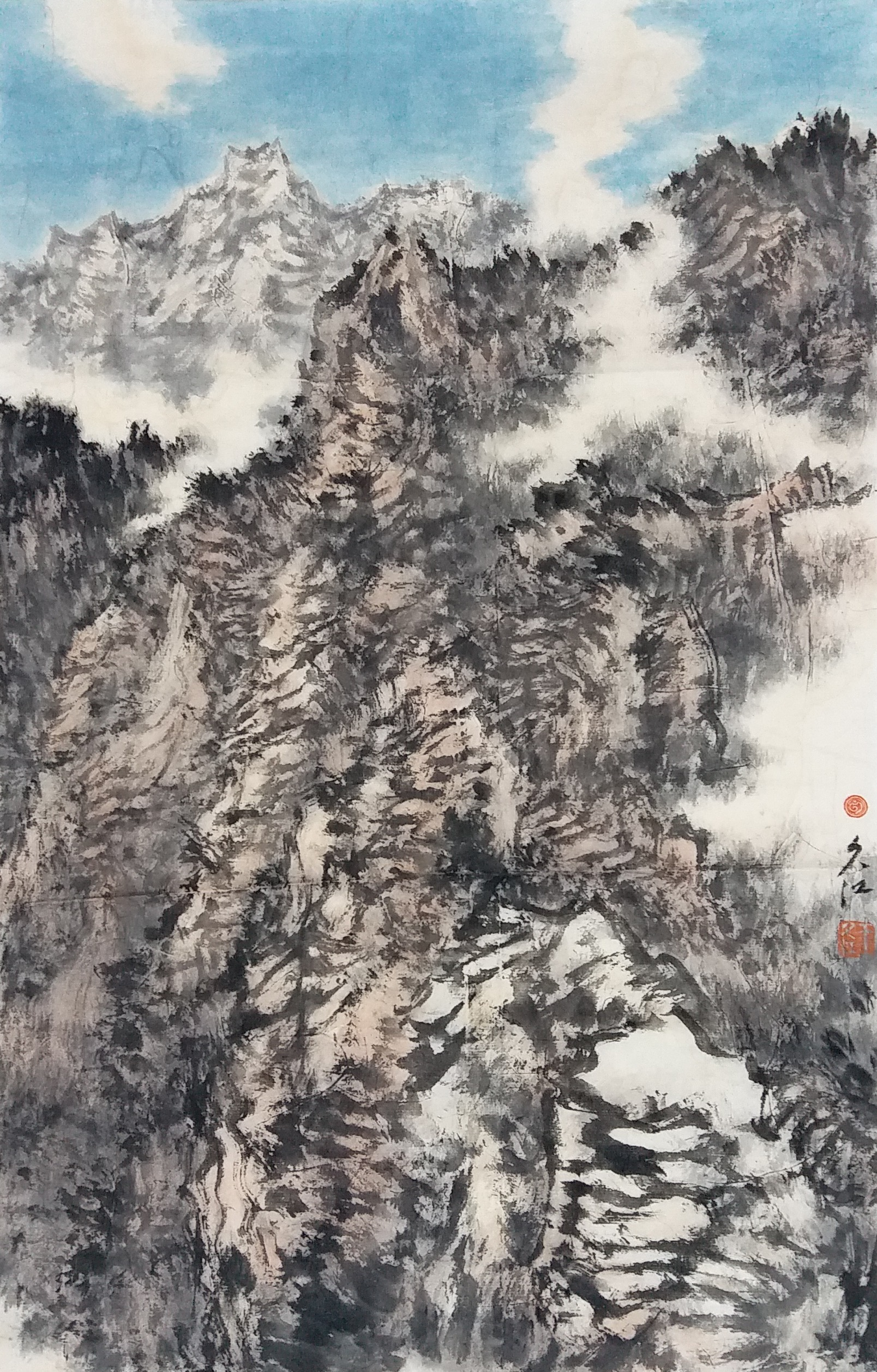
Muntanyes a Lung-nan
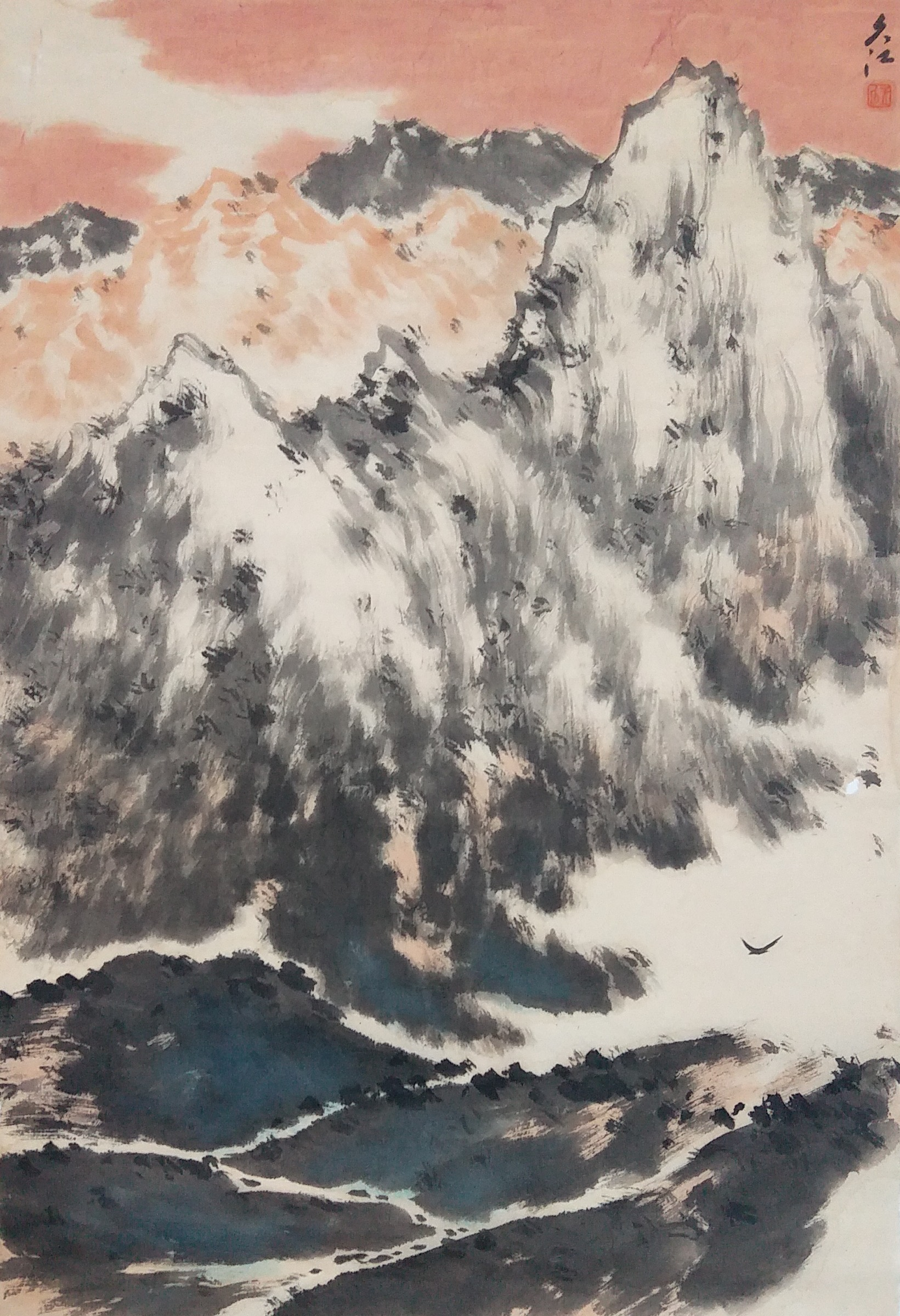
La terra dels falcons
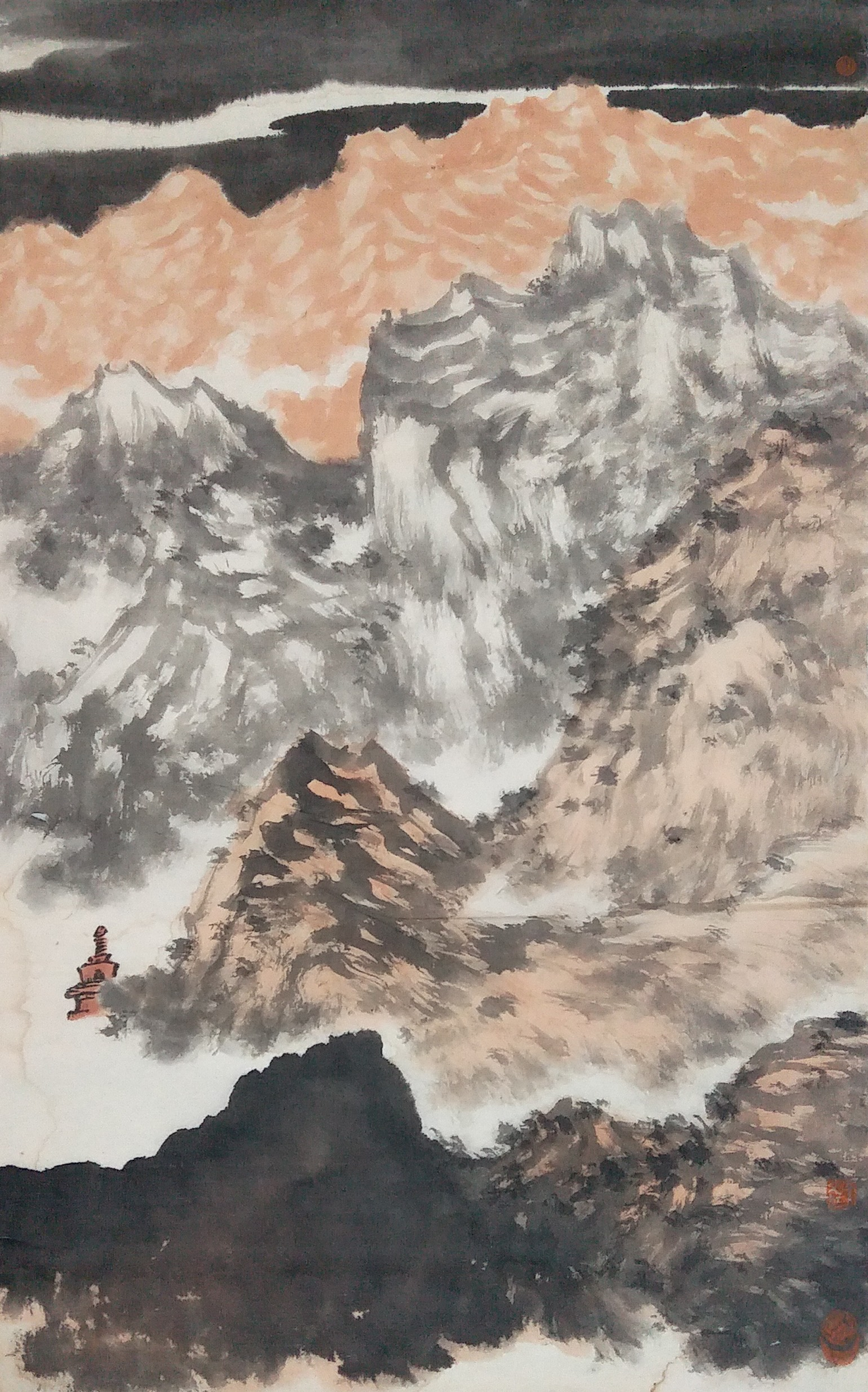
Paisatge tibetà, núm. 3
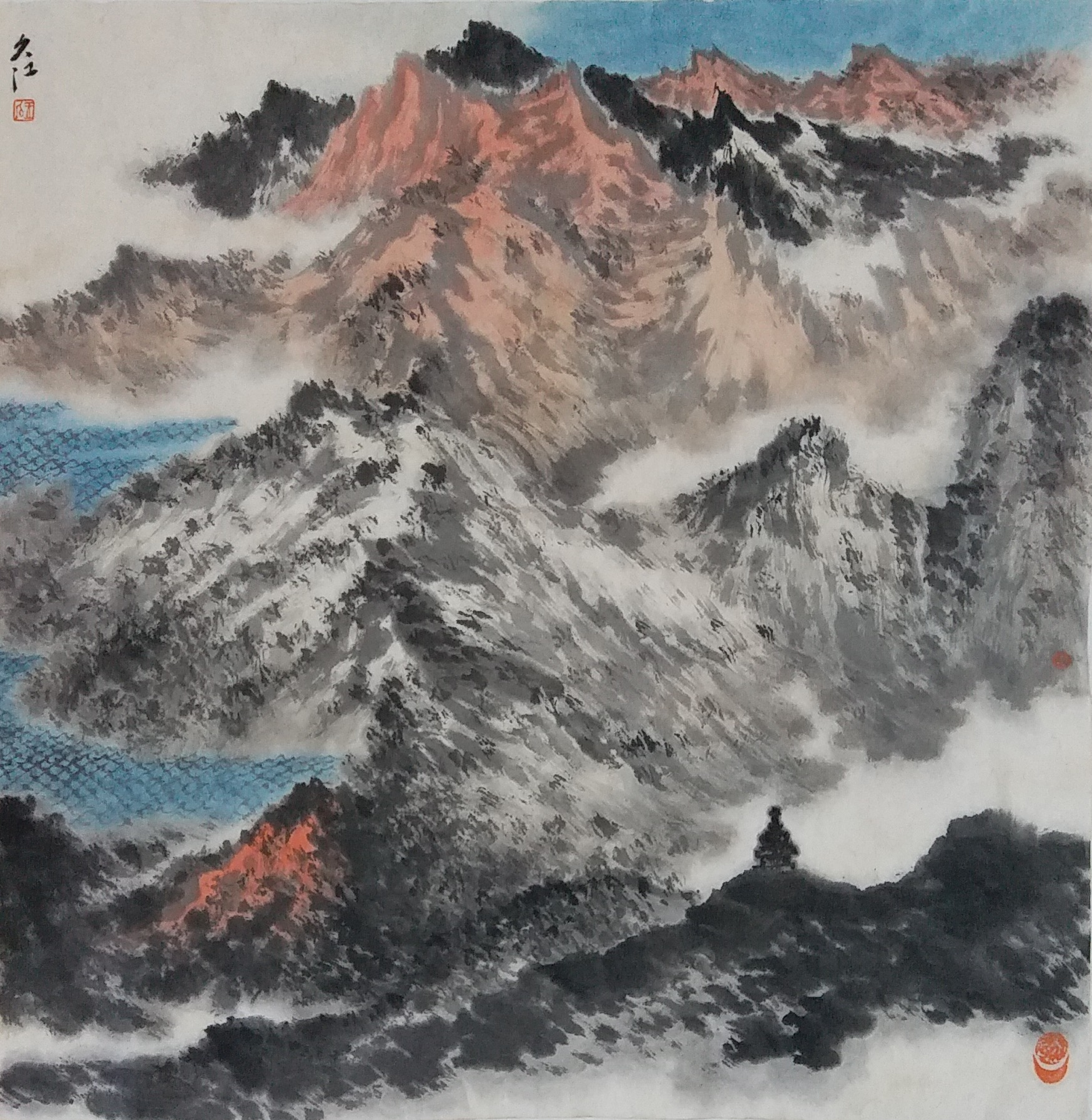
Paisatge tibetà, núm. 4
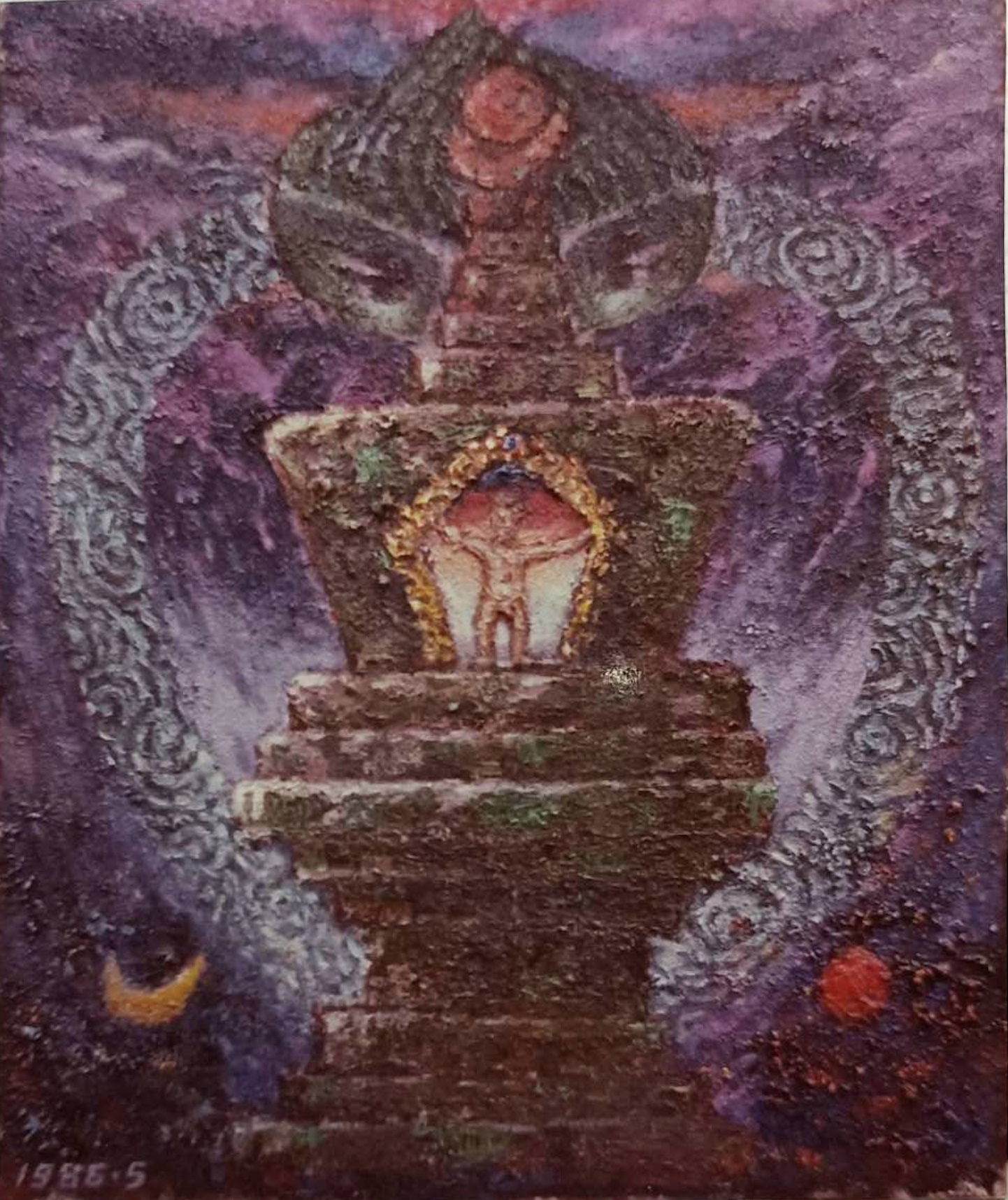
El naixement de Buda, oli sobre paper, fotografia
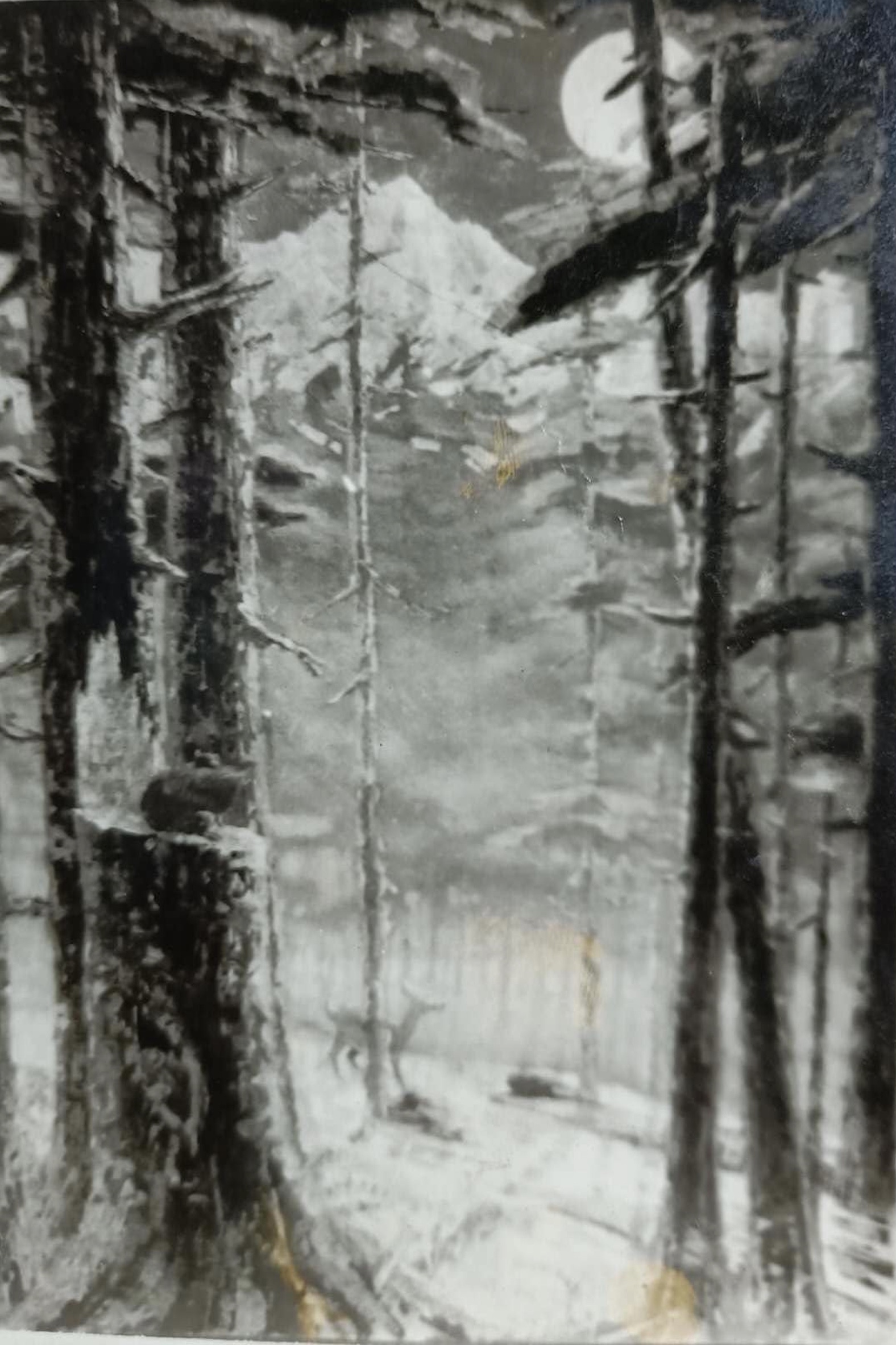
Nit il·luminada per la lluna, gouache, foto en blanc i negre
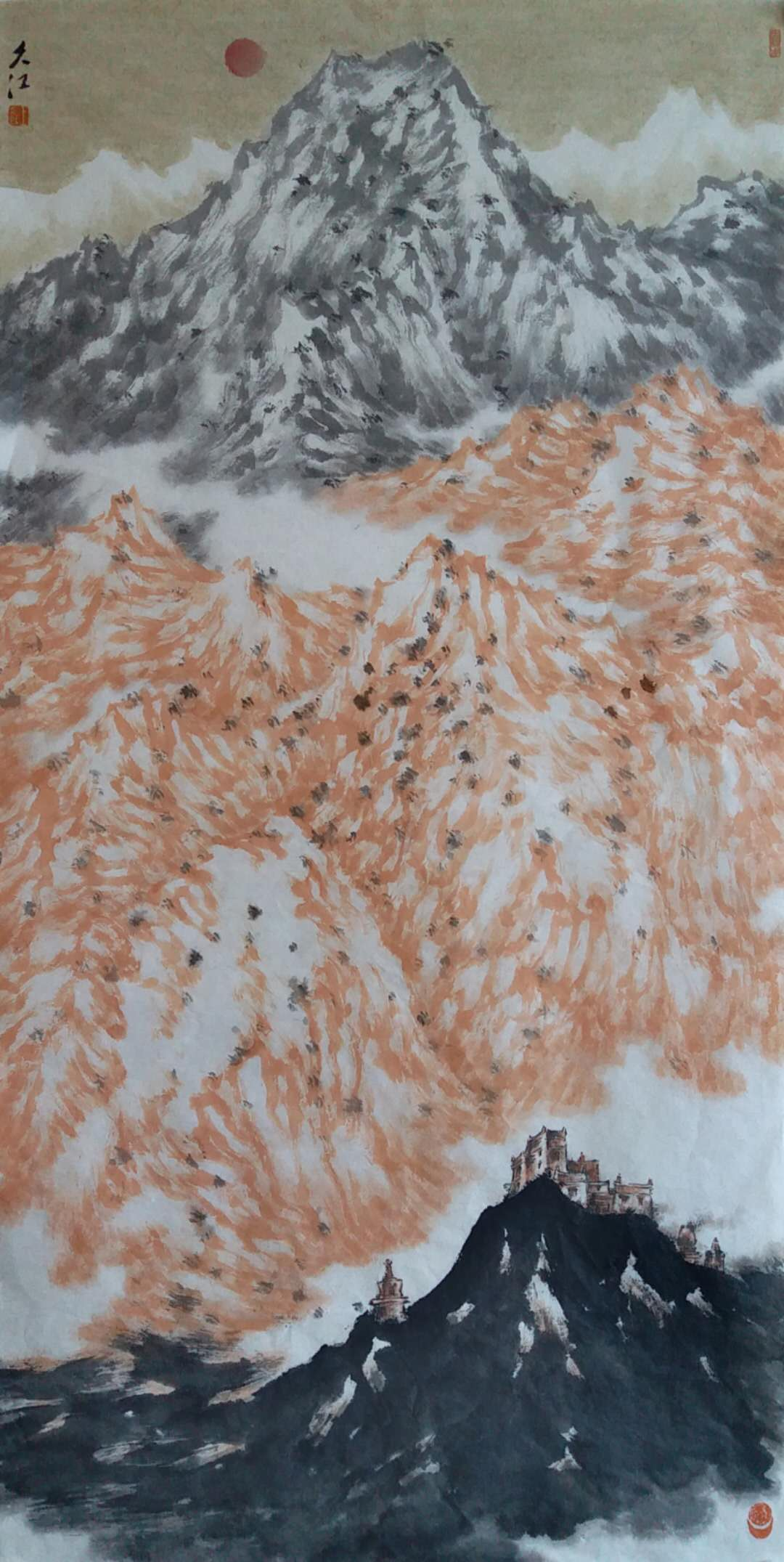
La impressió de l'altiplà tibetà
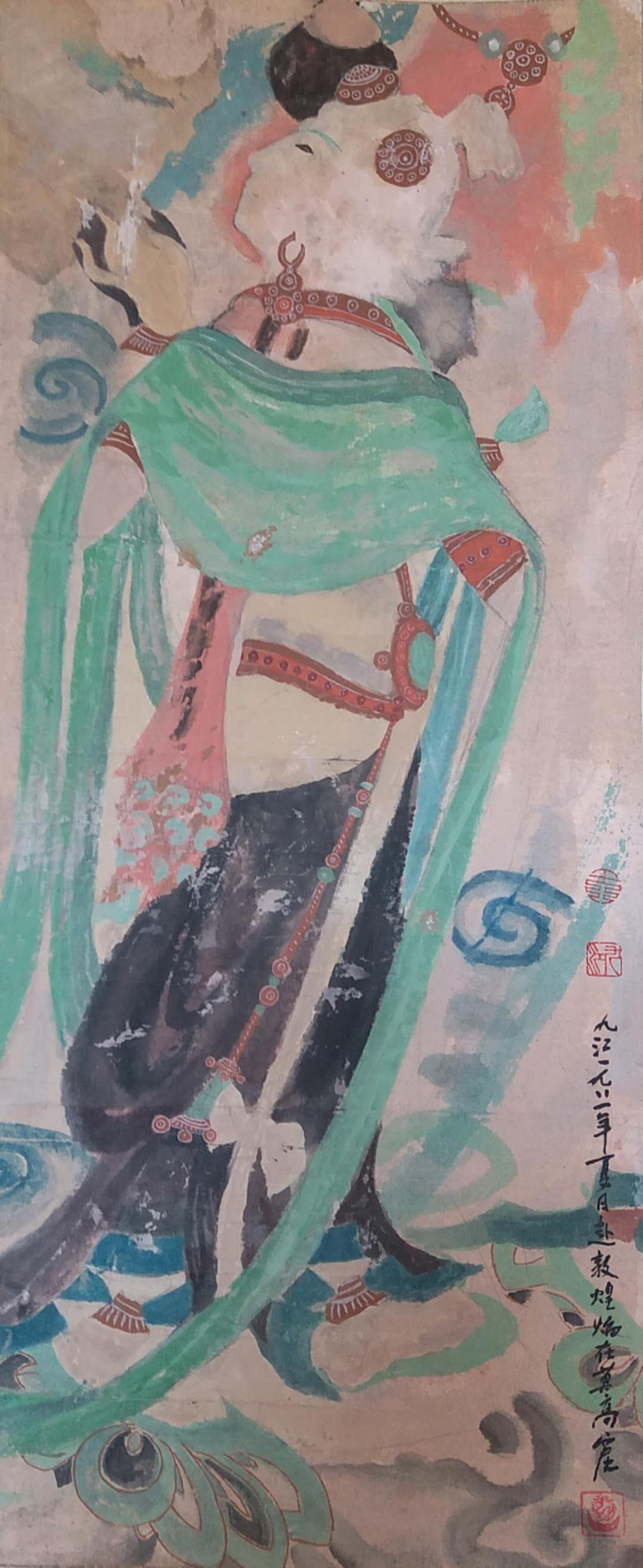
Rèplica d'un fresc d'una figura budista de les grutes de Mo-kao
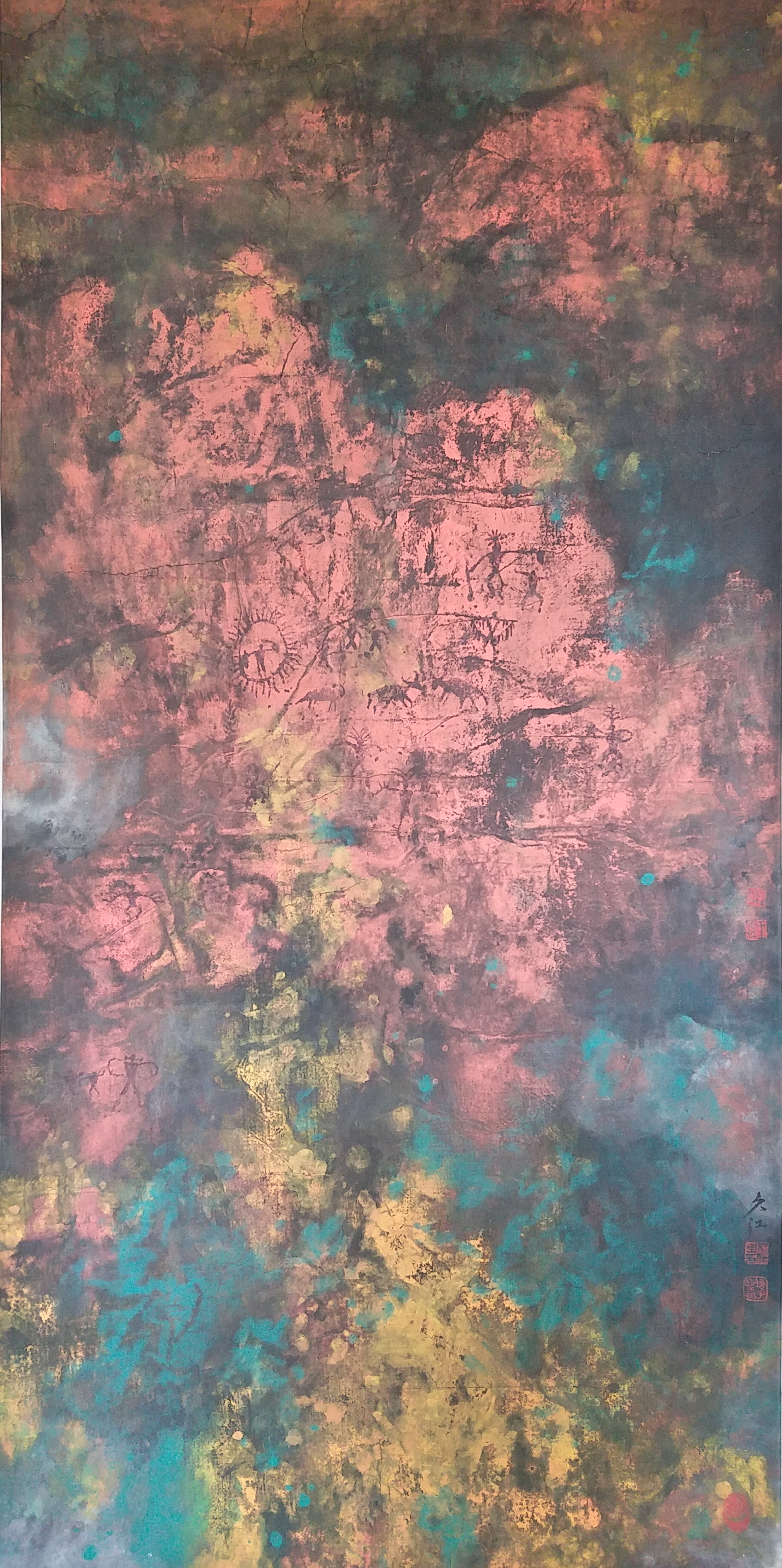
Tòtem antic
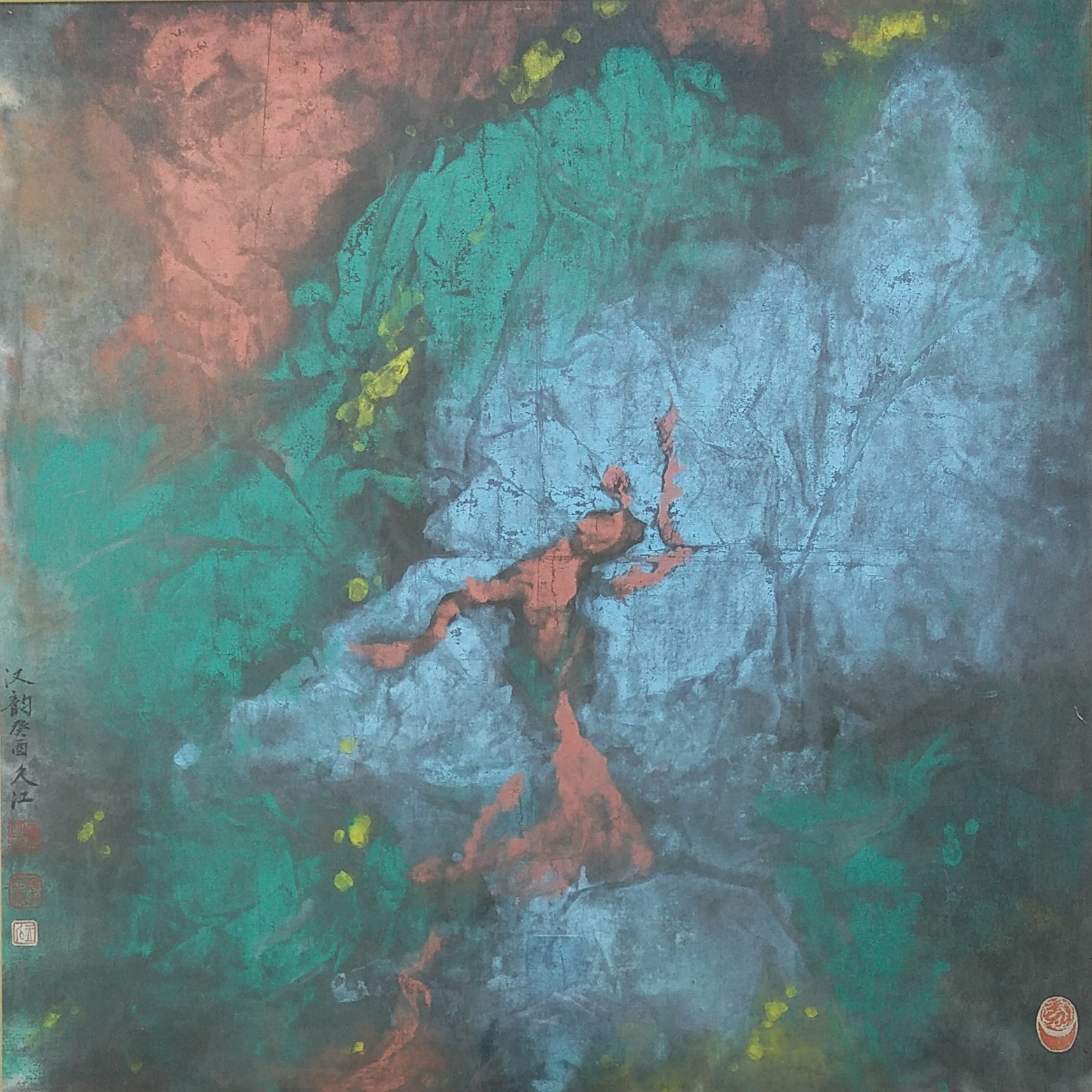
Ecos de la melodia de la dinastia Han